# مارسلو کاردوزو
مارسلو کاردوزو (انگلیسی: Marcelo Cardozo؛ زادهٔ ۸ دسامبر ۱۹۸۷) بازیکن فوتبال اهل آرژانتین است.
از باشگاه‌هایی که در آن بازی کرده‌است می‌توان به باشگاه فوتبال گودوی کروز و باشگاه فوتبال جیمناسیا لاپلاتا اشاره کرد.